# Bernardo Francisco Locks
Bernardo Francisco Locks (Braço do Norte, 11 de julho de 1890 — 24 de setembro de 1965) foi um político brasileiro.

## Vida
Filho de Francisco Locks e de Teresa Niehues Locks. Casou com Ana Becker Scharf Locks em 14 de maio de 1913. Tiveram os filhos Dorvalino Locks, Lauro Locks, Clotilde (casou com Eugênio Uliano, mais conhecido pelo apelido Eti, filho de Jacó Batista Uliano), Ademar, Delcy (casou com José Sebold) e Oady.

## Carreira
Foi intendente distrital de Braço do Norte, de 1934 a 1946.